# Алмат, Алим
Алим Алмат (каз. Әлім Алмат; настоящее имя — Галымжан Абдисалямов (каз. Ғалымжан Әбдісалямов); 1917, Иргизский район, Актюбинская область — 3 февраля 2018, Стамбул) — первый казахский скрипач.

## Биография
Родился в апреле 1917 года в местности Каракога на территории нынешнего Иргизского района Республики Казахстан. Отцом его был Абдисалям Торемуратов, волостной управитель. Он умер в 1920 году, в связи с чем Галымжана воспитывал дед Торемурат. Галымжан — брат кинооператора Файзоллы Абсалямова.
Галымжан окончил музыкальные техникумы Ташкента и Алматы. Участник первой Декады казахского искусства в Москве 1936 года. В 1939 году ушел на службу в армию. В 1941 был взят в плен в Брестской крепости. Находясь в лагере, Алим Алмат привлёк к себе внимание своей виртуозной игрой на скрипке. В 1943 году при помощи представителей Туркестанского легиона он отправился на учёбу в консерваторию в Берлине. Позже это учебное заведение закрылось, и Алиму пришлось поехать учиться в Вену, однако и там он не доучился до конца.
После войны он написал письмо супруге Мустафы Шокая Марии Шокай и попросил её посодействовать в переводе из Берлинской консерватории в Парижскую. По совету Марии в 1950 году Алим Алмат переехал из Франции в Турцию. Жил в Стамбуле, где на протяжении 25 лет работал в симфоническом оркестре.
В 1992 году Алим Алмат приехал на Всемирный курултай казахов в городе Алматы.
Умер 3 февраля 2018 года в Стамбуле.